# Live Phish Volume 5
Live Phish Volume 5 è un album dal vivo dei Phish, pubblicato il 18 settembre 2001 (insieme ai Volumi 1, 2, 3 e 4 della serie Live Phish) dalla Elektra Records.
Il concerto fu tenuto all'Alpine Valley Music Theatre di East Troy (un quartiere periferico di Milwaukee).
Accanto a brani classici eseguiti assai spesso dal gruppo, figurano 2 improvvisazioni di lunghezza inusuale persino per i Phish, nei brani Piper e Possum. Compaiono invece solo 3 brani dal disco Farmhouse (First Tube, Piper e Twist), che era uscito circa 6 settimane prima e di cui questo concerto rappresentava una data del tour estivo promozionale.
Il concerto venne diviso in due successive uscite (o "set") e terminò con altrettanti bis.

## Tracce

### Disco 1
Primo set:
1. Punch You in the Eye
2. NICU
3. My Soul
4. Poor Heart
5. Wolfman's Brother
6. First Tube
7. Llama
8. Guyute
9. Run Like an Antelope

### Disco 2
Secondo set:
1. Heavy Things
2. Piper
3. Rock & Roll
4. Tweezer
5. Walk Away

### Disco 3
Continuazione del secondo set:
1. Twist
2. The Horse
3. Silent in the Morning
4. Possum

Eseguiti come bis:
1. Suzy Greenberg
2. Tweezer Reprise